# بانیابونگ
بانیابونگ (به لاتین: Banyabong) یک کوه در استان جئولا شمالی، کره جنوبی است که ۱۷۳۲ متر ارتفاع دارد.